# Deltote delicatula
Deltote delicatula is een vlinder uit de familie van de uilen (Noctuidae). De wetenschappelijke naam van deze soort is voor het eerst voorgesteld als Erastria delicatula door Hugo Theodor Christoph in een publicatie uit 1882.

## Verspreiding
De soort komt voor in Turkije, Armenië en Azerbeidzjan.

## Biologie
Deze vlinder vliegt in twee generaties in mei en september. Het habitat bestaat uit steppeachtige gebieden met hier en daar struiken, eiken (Quercus) en Paliurus (Rhamnaceae).